# Joseph Schauers
Joseph Anthony "Joe" Schauers, född 27 maj 1909 i Philadelphia, död 18 oktober 1987 i Philadelphia, var en amerikansk roddare.
Schauers blev olympisk guldmedaljör i tvåa med styrman vid sommarspelen 1932 i Los Angeles.